# Mísia (cantant)
Susana Maria Alfonso de Aguiar, coneguda artísticament com a Mísia   (Porto, 18 de juny de 1955 - Lisboa, 27 de juliol de 2024), va ser una cantant portuguesa de fados. Sa mare era catalana i va treballar com a ballarina de cabaret, la qual cosa explica moltes de les influències que Mísia va rebre en el seu estil musical: tangos, boleros, la fusió de la guitarra amb l'acordió, el violí i el piano.

## Trajectòria artística
Al principi cantava des de tangos i havaneres fins a cuplet i comèdia musical, encara que les cançons de Marlene Dietrich, Judy Garland, Édith Piaf eren les seves preferides. Mísia ha desenvolupat, al llarg de tota la seva carrera fins ara, un nou estil de fado basat en l'herència de la Reina del Fado, Amália Rodrigues, l'ús dels instruments musicals tradicionals (la guitarra clàssica, la guitarra portuguesa i la guitarra baixa) amb l'acordió i el violí i, finalment, l'emprament dels versos de poetes portuguesos.
En el seu àlbum de l'any 2003 Canto barreja peces de treballs del guitarrista portuguès Carlos Paredes amb alguns poemes de Vasco Graça Moura, Sérgio Godinho i Pedro Tamen per construir una obra que ella mateixa descriu com a pertanyent a la seva "galeria de coses impossibles". Mísia també és coneguda per interpretar cançons d'altres artistes d'una manera que evoca l'estil del fado: la clàssica "As time goes by" o "La gavina" de Marina Rossell i algunes composicions de Luis Eduardo Aute en són exemples.
Mísia és capaç de cantar en diverses llengües. Malgrat que el seu repertori estigui compost majoritàriament per fados, ella canta alguns dels seus temes en català, francès, castellà, napolità i anglès. N'és un exemple el seu àlbum Drama Box: un recull de tangos, boleros i fados cantats en portuguès i castellà. En aquest mateix àlbum, Mísia es descriu ella mateixa com una ballarina de cabaret vivint al "Drama Box Hotel" amb els seus músics. És un àlbum molt personal essent, simultàniament, un homenatge a la seva mare i una descripció real de la vida de Mísia: viatjant i enduent-se el fado per tot el món. En català canta el tema Plou al cor de Joan Manuel Serrat en el disc col·lectiu de La Marató de TV3, en la seva edició de 2007.
Tot i que és molt coneguda a Portugal, la seva música és molt apreciada en altres països: els estats espanyols i francès en són els millors exemples.

## Discografia
- 1991 — Mísia
- 1993 — Fado (hi enregistrà en català una versió de "La gavina")[4]
- 1995 — Tanto menos, tanto mais, - Tant menys, tant més -
- 1998 — Garras dos Sentidos, - Urpes dels sentits -
- 1999 — Paixões Diagonais, - Passions diagonals -
- 2001 — Ritual
- 2003 — Canto (música per Carlos Paredes), - Cant -
- 2005 — Drama Box
- 2009 — Ruas
- 2011 — Senhora da noite
- 2013 — Delikatessen Café Concerto
- 2015 — Para Amália
- 2016 — Do Primeiro Fado Ao Último Tango
- 2019 — Pura Vida (Banda Sonora)
- 2022 — Animal Sentimental